# 南京神社
南京神社是曾经短暂存在于中国南京市的日本神社。其社殿和社务所遗存建筑現屬江苏省文物保护单位“侵华日军五台山建筑遗存”。

## 背景

### 规划
南京神社位于南京市五台山。1927年南京国民政府成立前，五台山地区几乎未有开发。南京国民政府成立后，在1929年的《首都计划》中把五台山地区规划为运动场、会堂、图书馆、博物院等公共设施所用，与鼓楼地区共同作为文化教育区域。1930年代前期五台山地区有一部份土地作为中國童子军总会和学校等目的使用。:65
1937年12月13日，日军占领南京。1938年，日本的傀儡政权中华民国维新政府（1940年併入汪精卫政权）成立。维新政府对五台山地区的定位未有明显变化，划给中國童子军总会的土地有一部分被分配给了从上海迁来的正始中学。:65

### 神社建设的准备
在日军占领南京之前，当地的日本居留民会已经有了建设南京神社的构想。日军占领南京后，在政府支持下，神社的具体规划、设计、建设得以顺利实施。1939年5月7日，居留民会决议在五台山修建南京神社。1939年10月，神社的造营奉斋会成立，负责筹款等事务。南京神社的建设资金来自于当地日本居民。:66,68
1941年6月，日本驻南京大使馆购入五台山土地681亩；9月，又购入土地145亩。1941年末，日本对同盟国宣战后，将五台山的美国公立学校土地作为敌产也拨给南京神社使用:269。1942年，神社造营奉斋会又上书日本大使馆，请求购买土地、改变道路规划以建设神社的表参道（从神社正门向外延伸的道路），并在1943年支付了土地的费用。:66,67

## 沿革

### 汪精卫政权时期
南京神社的建设始于1941年10月。1943年11月2日，南京神社举行镇座祭，此时主要建筑完工。神社竣工于1944年。:67

### 国民政府时期
二战結束後，国民政府收复南京。根据1946年9月20日的资料，当时有计划将南京神社和毗邻的南京护国神社社殿移筑到附近改作市立图书馆，空出来的土地修建忠烈祠的纪念堂。此移筑计划是否得到实行，尚不明。:69,70
1946年，國民政府将南京神社改造为中国抗战阵亡将士纪念堂。1946年11月，基于在神社所在地建造体育场的意见，南京市政府与中國童子军總會共同进行了附近土地的测量:70。

### 中华人民共和国时期
中華人民共和國建國後，神社遺留建築作为江苏省体育局和江苏省体育总会驻地。社殿原为檜皮葺屋顶，1958年大跃进运動時屋顶的树皮被揭去作造纸的材料，此后改以水泥制瓦片覆盖屋顶。1985年，因计划建设体育委员会的宿舍，南京神社遗存建筑曾被考虑拆除，当时南京工学院教授童寯为之奔走，使得两座建筑被定为南京市文物保护单位，免于拆除。神社东侧百步坡临上海路处原有一座鳥居，1990年被拆除。2011年，神社留存的两座主体建筑（南京神社社殿、南京神社和南京护国神社共用的社务所）被列為江苏省文物保护单位:78。作为文保单位，南京神社社殿被称为“五台山一号建筑-1”，社务所被称为“五台山一号建筑-2”。
根据2012年的调查，南京神社社殿被俗称为“大庙”，曾经用作体育局的乒乓球员训练场地，后成为体育局老干部活动中心，2012年2月起租借给江苏省建工集团第七建筑公司；社务所被俗称为“小庙”，曾作为体育局的会议场地，2005年全国运动会时曾作为志愿者培训中心。2012年“大庙”被租出后，老干部活动中心迁移到“小庙”。:72

## 建筑

1947年南京神社、南京护国神社平面图，据国民政府时期的测绘图进行处理，左上大者为南京神社社殿，右上小者为南京护国神社社殿，右下“土”字形者为两神社共用的社务所，左下另有驻马处、小亭子和洗手池等建筑

南京神社和南京护国神社两者占地合计约29,000坪（约95,900平方米）。其中南京神社位于西侧，南京护国神社位于东侧，神社境内均为南北长、东西短的长方形，两者的社殿都位于北端。表参道位于南京神社的正门前，长百余米。神社境界上有铁丝网围护。:67,70
南京神社的社殿由高见一郎于1941年10月设计。拜殿、币殿、本殿全部结合为一体，坐北朝南。拜殿为入母屋造，本殿为流造，币殿在拜殿和本殿之间，与两者连接。玉垣从拜殿的两侧伸出，在后方围成一个方形院落，本殿在院落的正中。:67,69

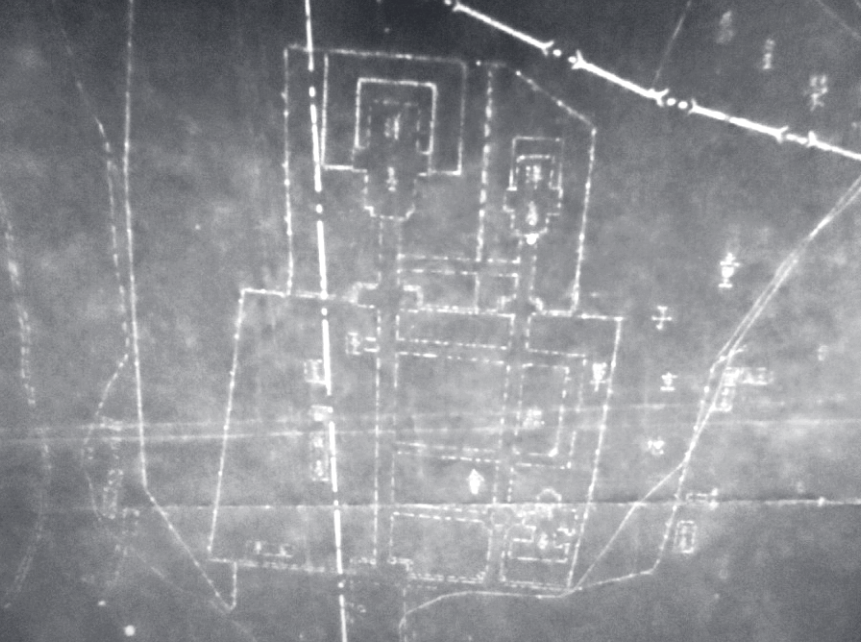
1947年9月29日《为会商办理征收五台山基地建体育场一案请确定会商日期及中国童子军总会复函》中的南京神社、南京护国神社平面图，社殿和社务所均标有“洋房”字样。
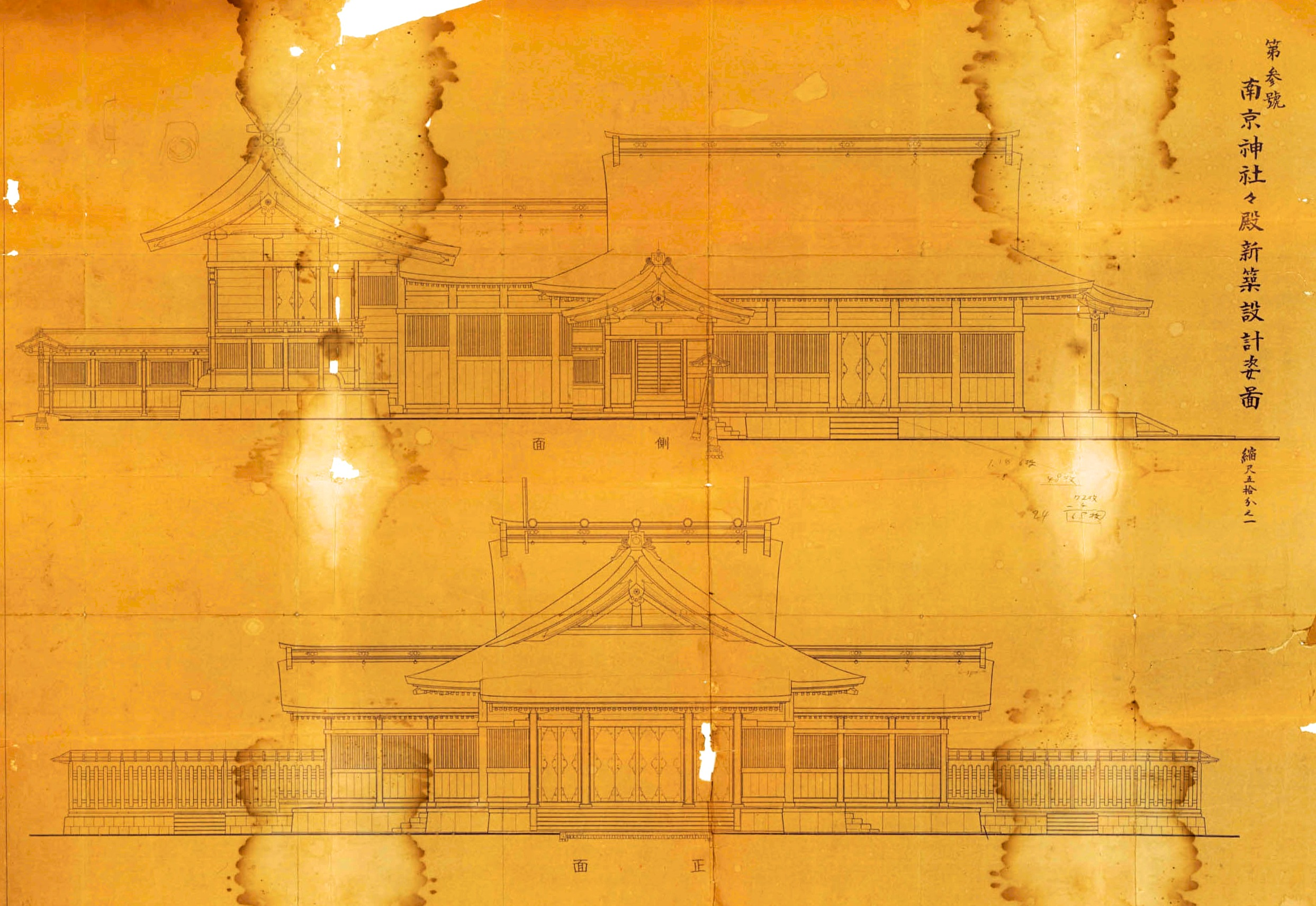
南京神社社殿设计图（侧面、正面，含玉垣）
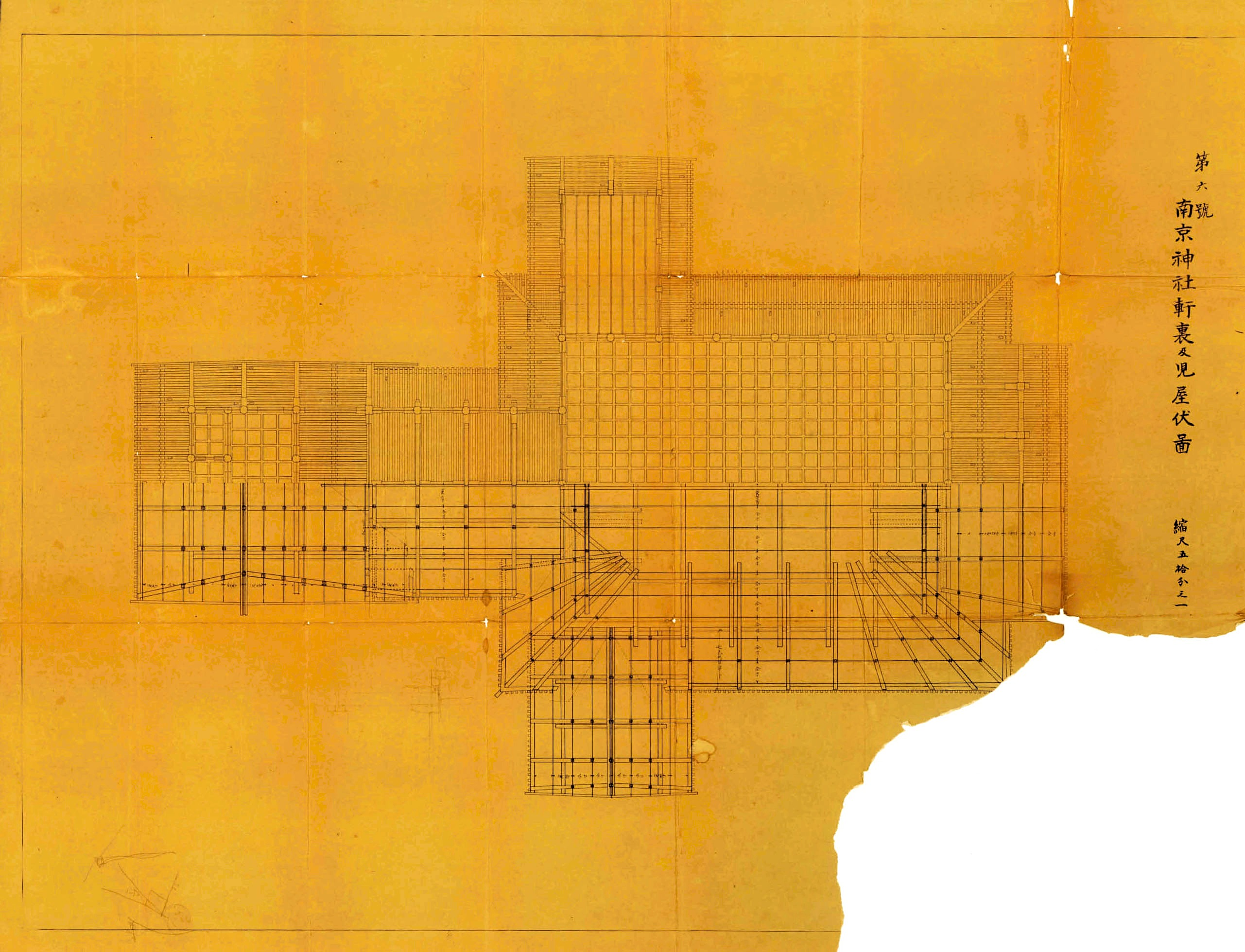
南京神社社殿设计图（俯视，不含玉垣）

### 现存建筑

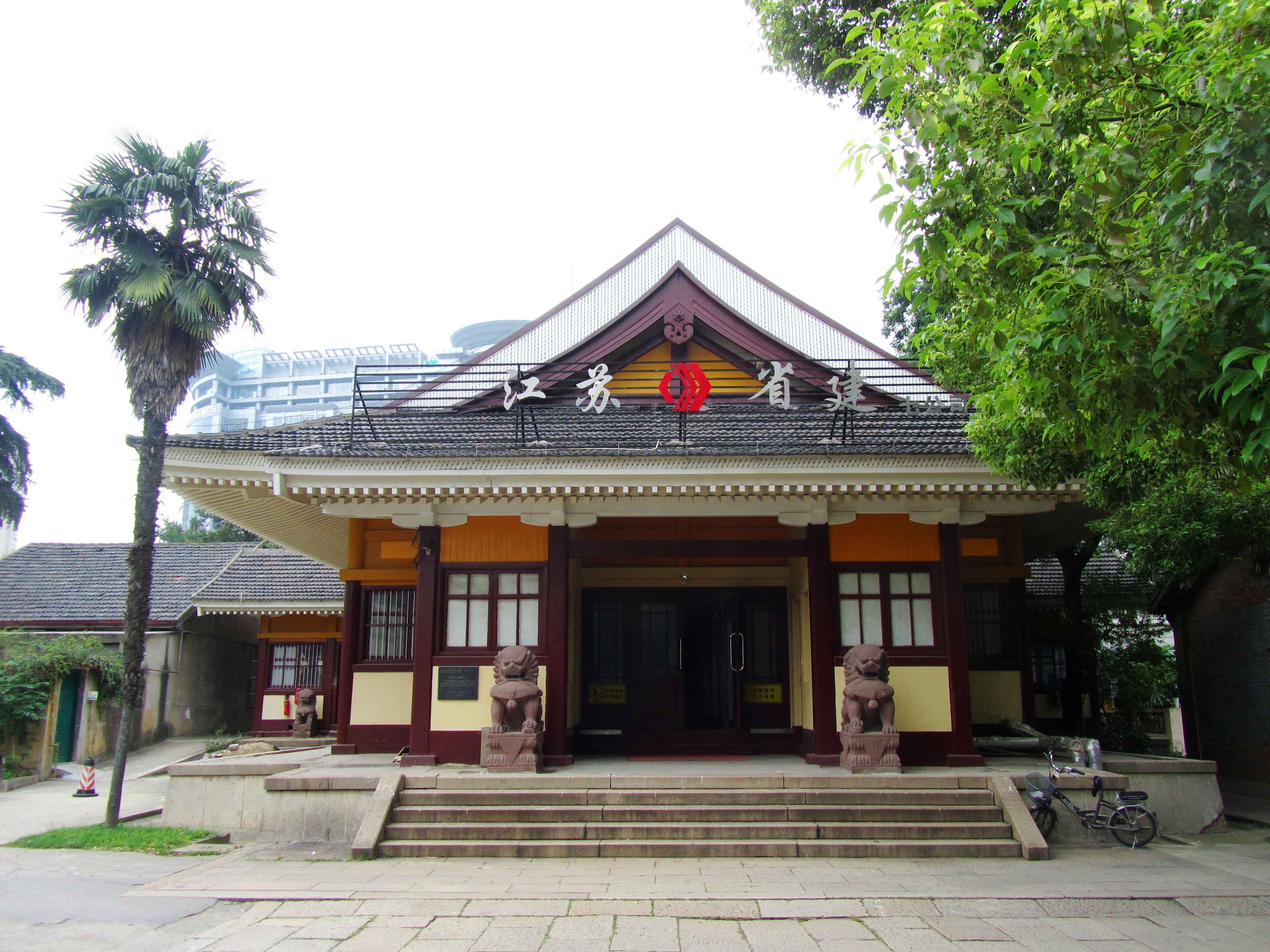
南京神社拜殿正面（2012年）

原南京神社社殿现存南部的拜殿部分，仍为木结构。而北部的本殿部分已被改为钢筋水泥结构，并且四周有一些后续扩建的小房。现存木结构拜殿与北面改建的部分房顶同样为水泥瓦，破风、柱等结构皆与当年样式一致。有说法认为南京神社拜殿参考了靖国神社的设计，但在外观上也有很多不同之处。南京神社与南京护国神社共用的社务所也现存。两者由于建筑被数次改变用途，内部结构经过多次改建，已经与原本的建筑结构完全不同。:75

## 祭神
南京神社祭神为天照大神、明治天皇、国魂大神。:64

## 南京护国神社
南京护国神社的构想晚于南京神社。最初筹备南京神社时，五台山区域预定树立忠魂碑，但没有设立护国神社的计划。日本军方在1941年提出占用南京神社建设用地的一部分以修建南京护国神社，并预定与南京神社同期竣工。南京护国神社的开工时间早于南京神社，与日本民间出资的南京神社不同，南京护国神社由军方出资。:67,68
南京护国神社在南京神社东侧。南京护国神社社殿在1946年9月1日曾作为战利品陈列馆开放:70。南京护国神社与南京神社共用社务所，该社务所位于南京护国神社一侧。至2020年5月，该社务所现存，为江苏省文物保护单位“日本神社旧址”（現「侵华日军五台山建筑遗存」）的一部分。